# Correíllo

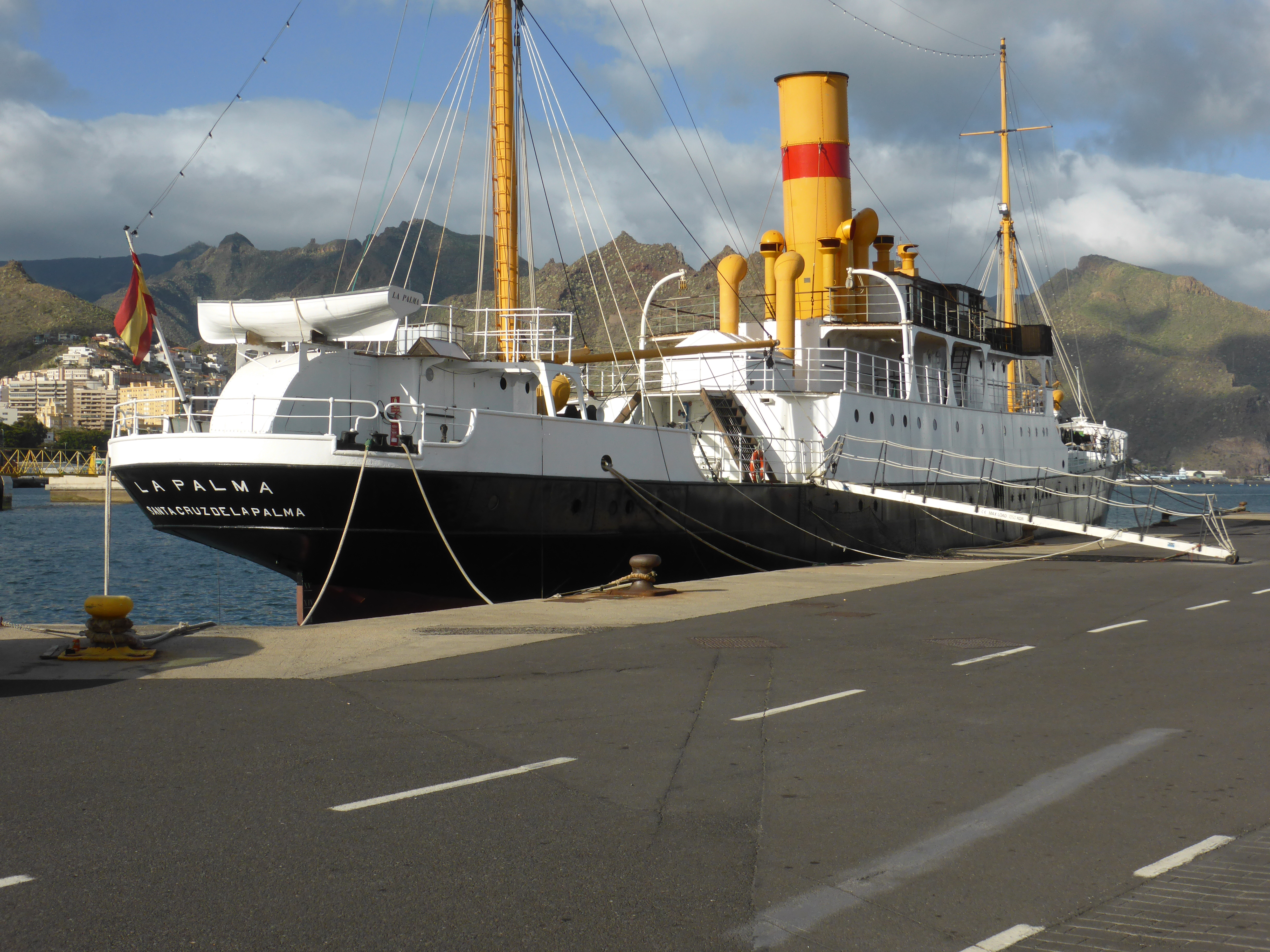
Correíllo La Palma en el puerto de Santa Cruz de Tenerife.

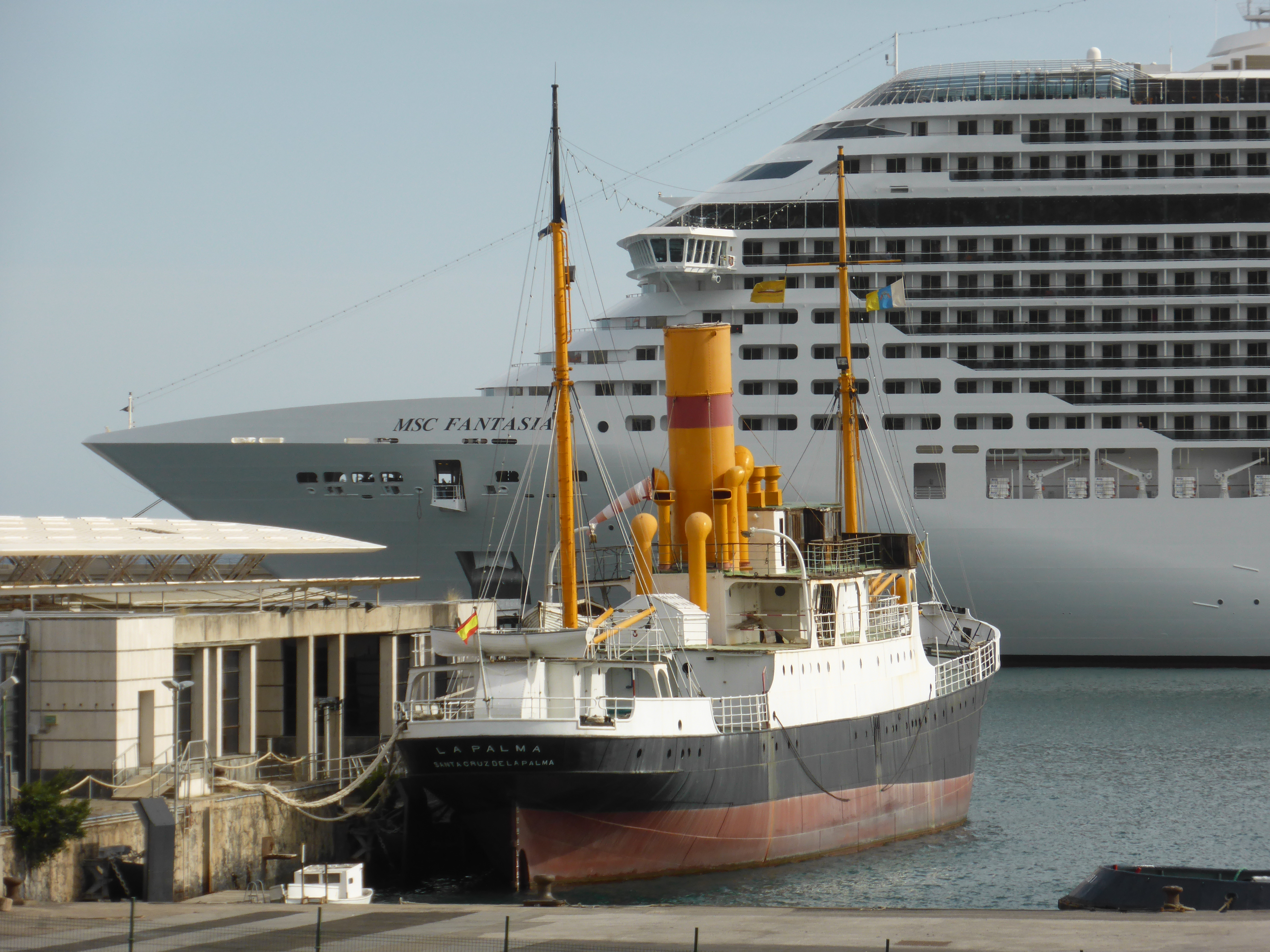
Antiguo vapor La Palma, del año 1912. Al fondo vemos la sección de proa del moderno buque de cruceros MSC Fantasia.

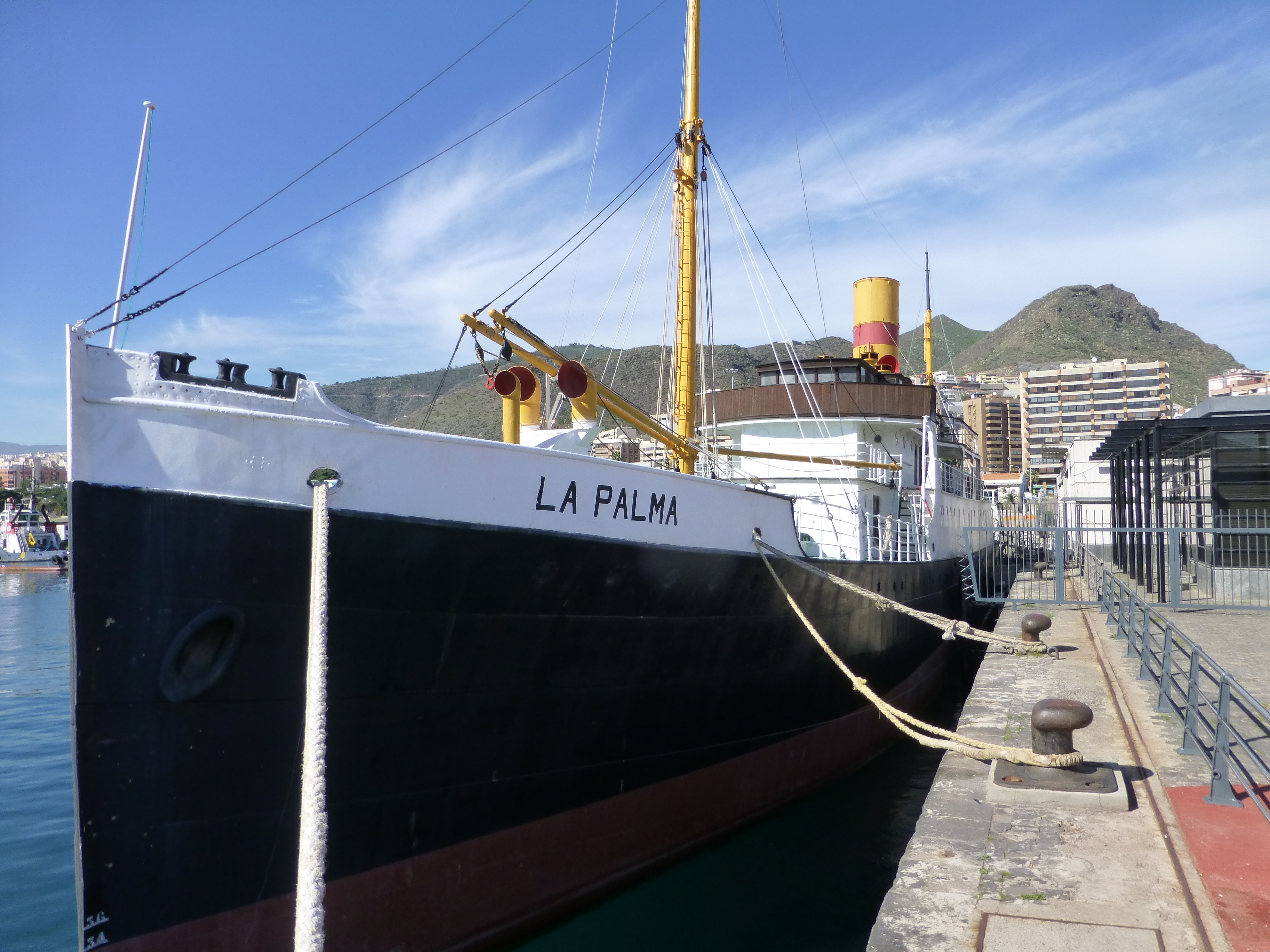
Correíllo La Palma, conservado en Santa Cruz de Tenerife (España).

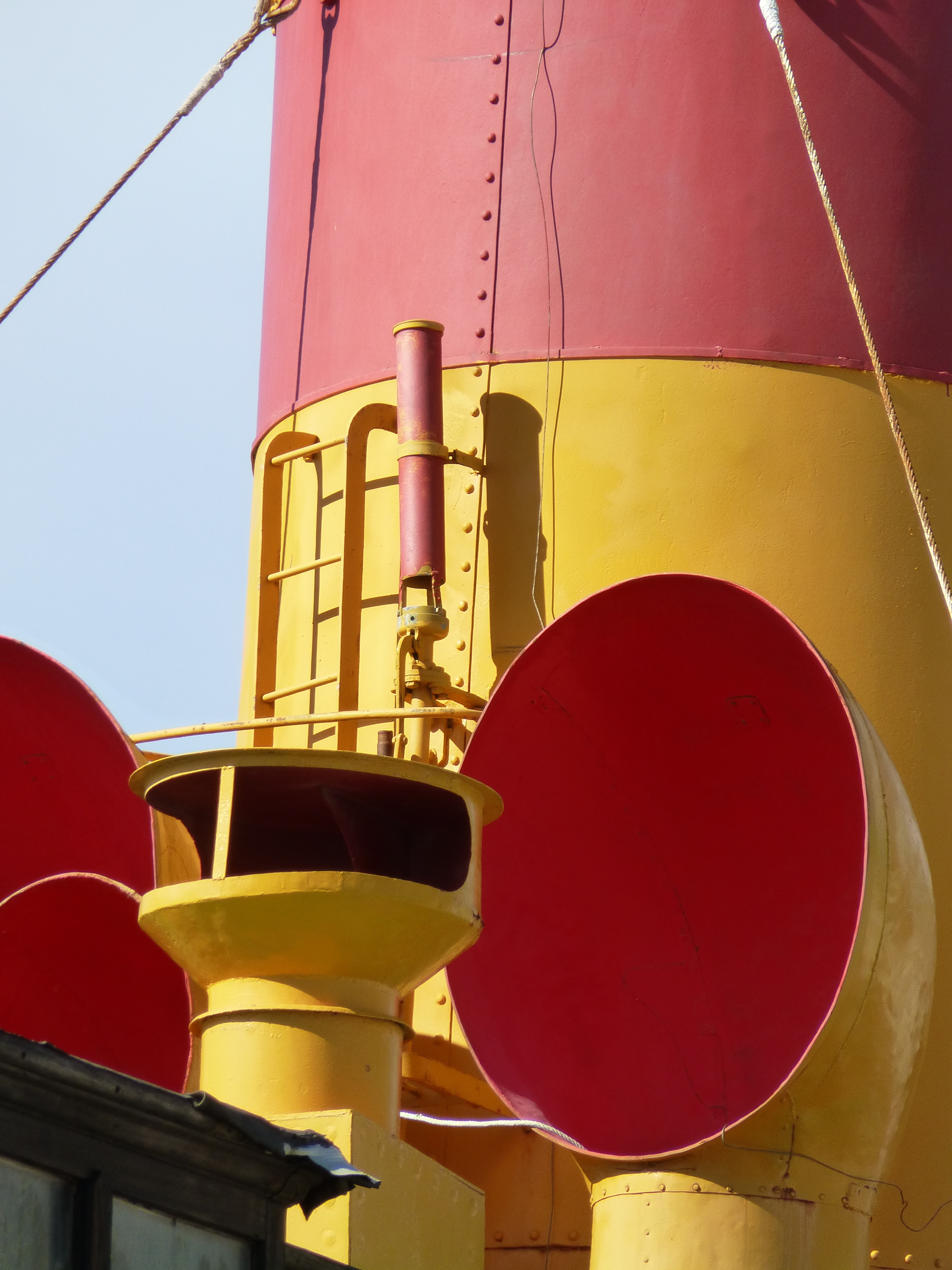
Detalle de la chimenea, silbato y manguerotes de ventilación del correíllo La Palma.

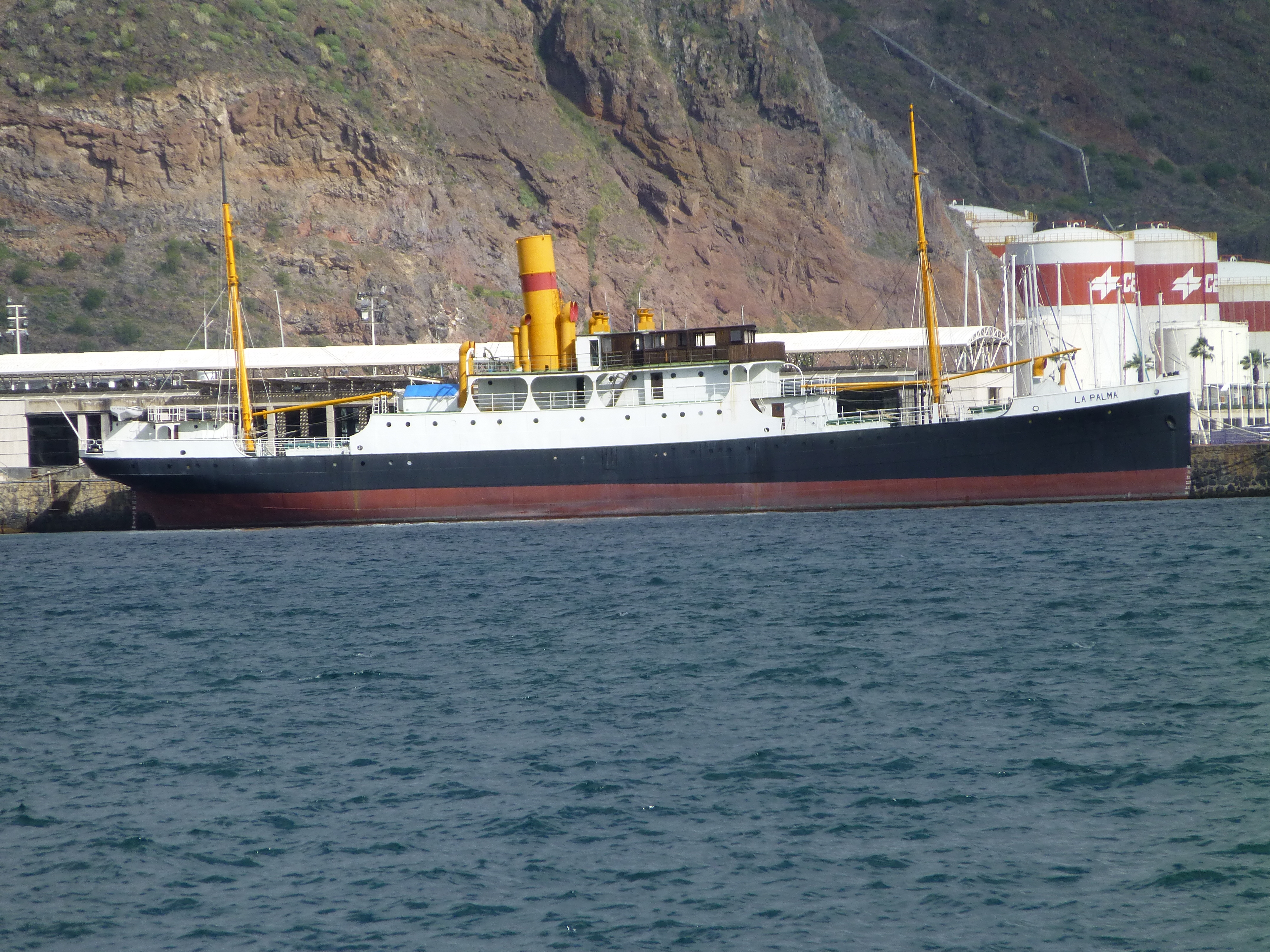
Centenario correíllo La Palma, en la Navidad de 2012, en Tenerife.

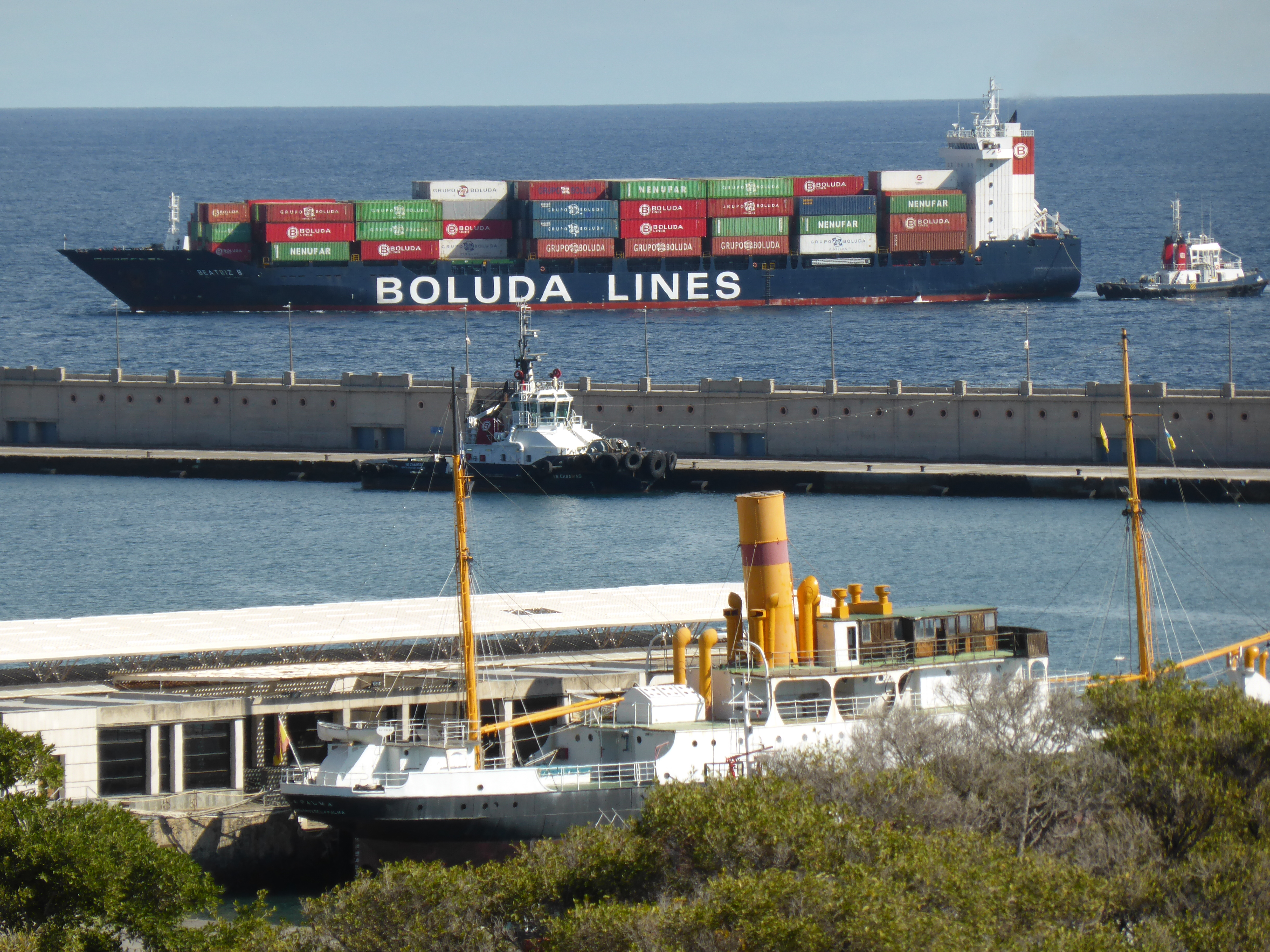
En primer término vemos el correíllo La Palma, atracado en el Muelle Norte. Y navegando hacia la bocana del puerto se divisa el buque portacontenedores Beatriz B.

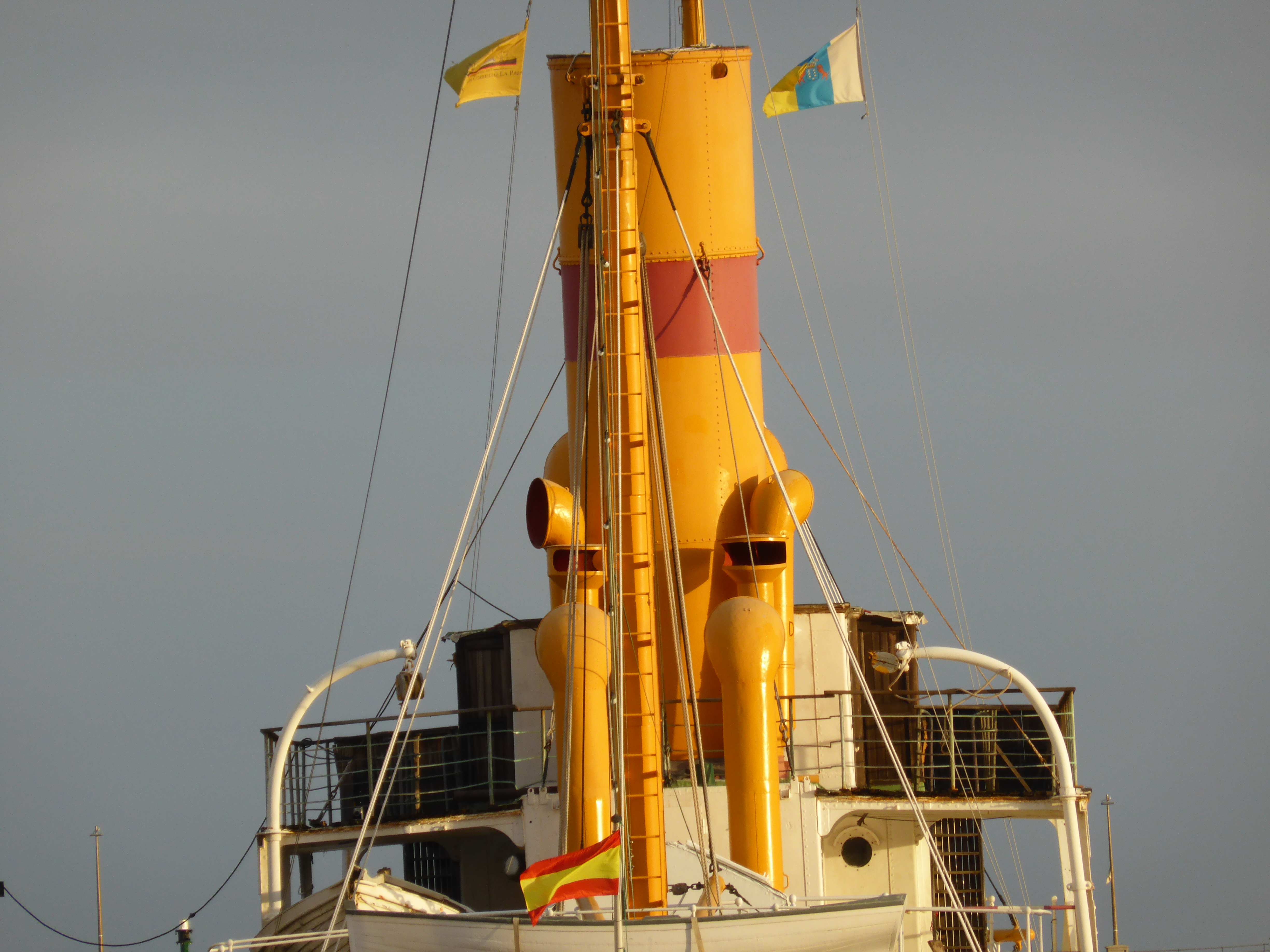
Vista parcial, desde popa a proa, del correíllo La Palma, viéndose un mástil, varios manguerotes de ventilación, la chimenea, tres banderas (de España, de Canarias y de la "Fundación Canaria Correíllo La Palma").

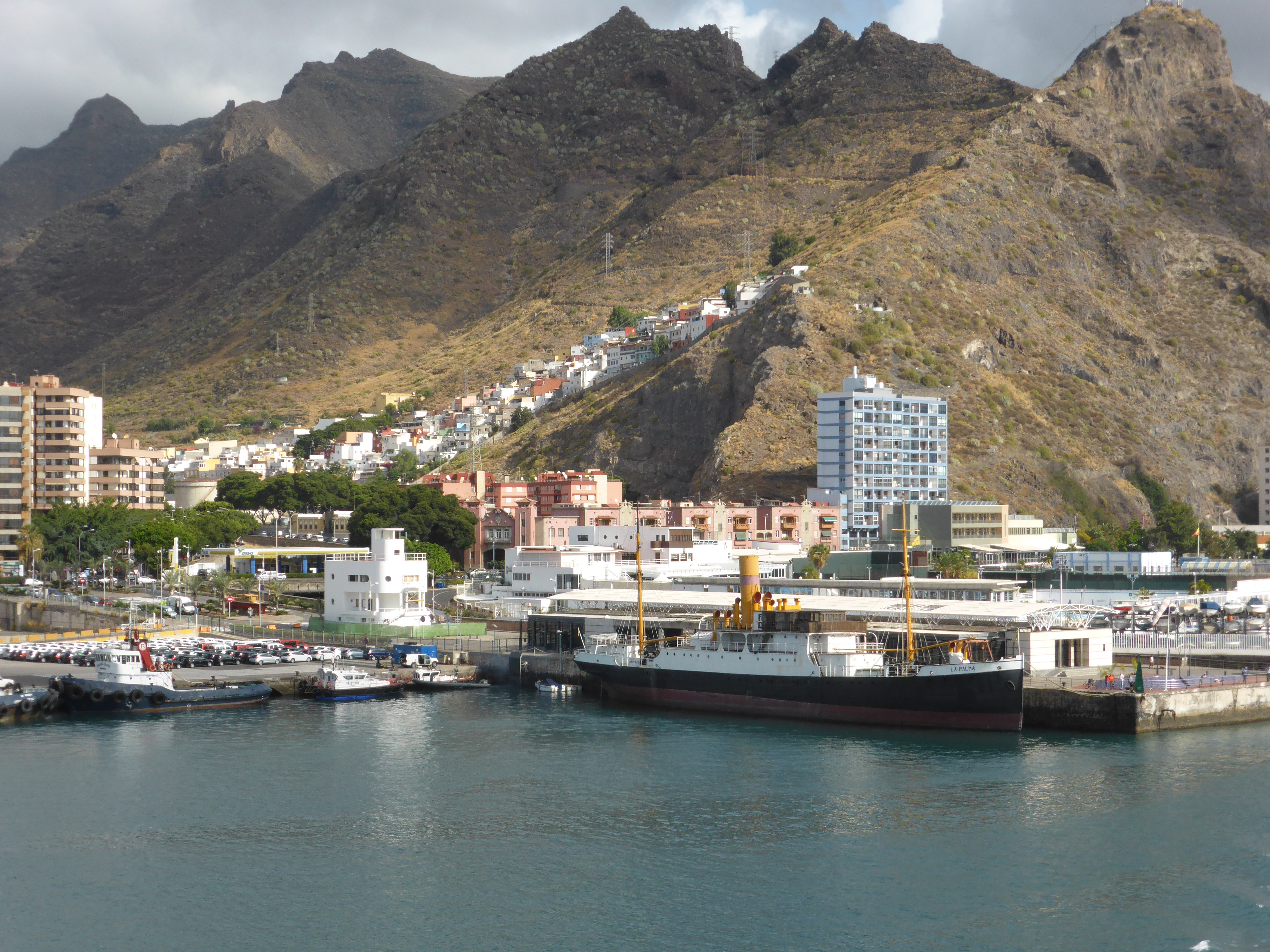
Atracado en el Muelle Norte, el histórico vapor La Palma.

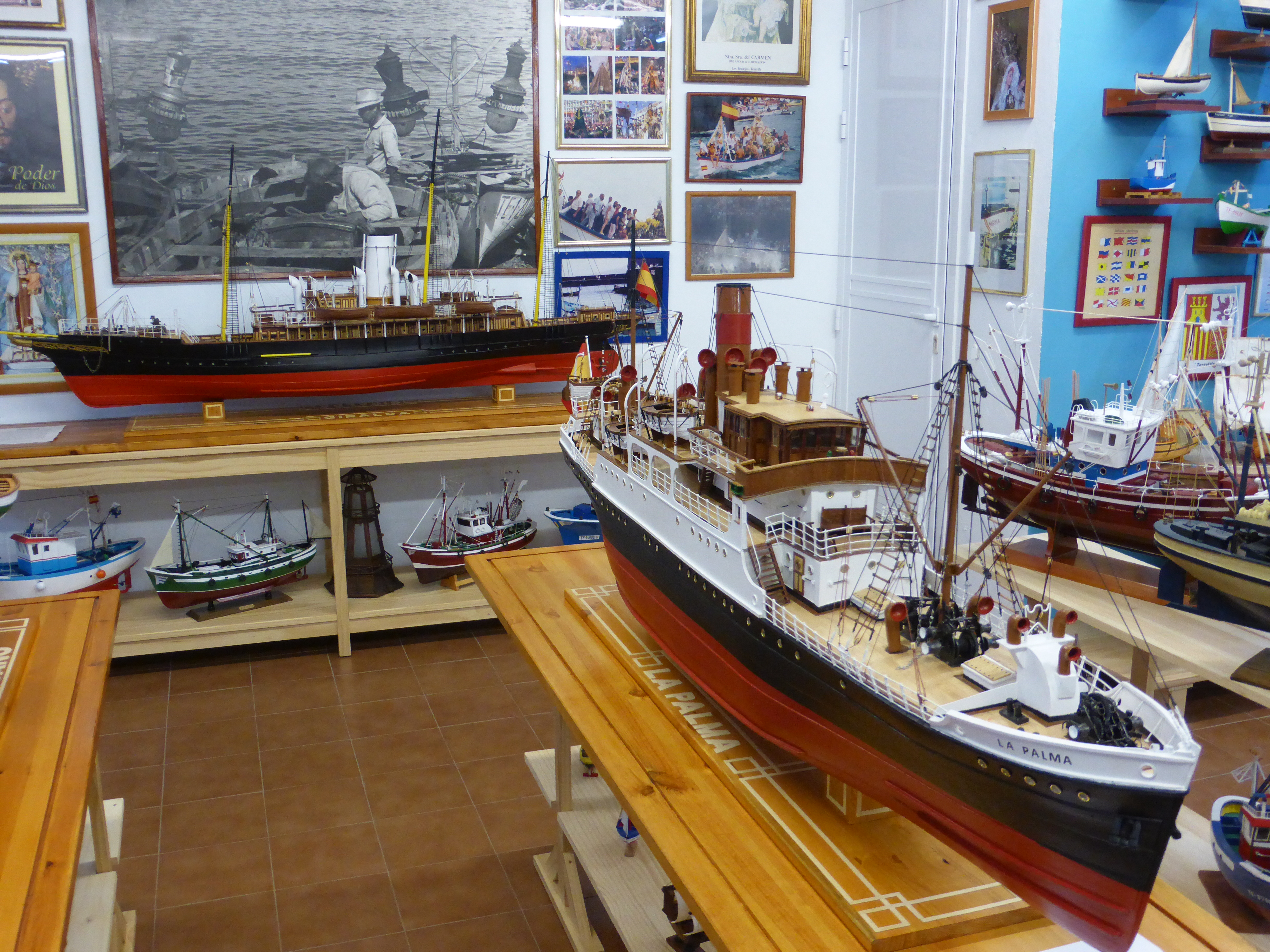
Puerto de la Cruz, museo del Pescador. A la derecha, maqueta del vapor La Palma.

Un correíllo era un tipo de buque destinado a las comunicaciones interinsulares de Canarias, transportando correo postal, carga y pasaje. 
Los «correíllos» eran inicialmente veleros, luego vapores, que transportaban el correo del servicio postal español entre las Islas Canarias. La primera línea se abrió en 1855 para conectar las islas principales (Tenerife y Gran Canaria), dos o tres veces por semana. Con el resto de las islas (Lanzarote, Fuerteventura, La Palma, La Gomera, y El Hierro) la frecuencia era menor.
Actualmente se conserva el centenario correíllo La Palma, construido en el año 1912, para la Compañía de Vapores Correos Interinsulares Canarios.

## Antecedentes
El aislamiento fue una constante en la Historia de las Islas Canarias. El mar, hasta la construcción de los primeros aeropuertos isleños, fue la única vía de conexión con el exterior. Antaño, en la protohistoria de las Islas Canarias, que se sepa, salvo algunas anotaciones en las crónicas de Leonardo Torriani, los isleños no tuvieron conocimientos de navegación. Por tanto, no realizaron conexión vía marítima entre sí, conformando culturas insulares independientes entre ellas.

## Origen
El desarrollo de los puertos de Canarias demandaba mano de obra, comenzando la proliferación de barrios, donde los obreros de los muelles vivían con sus familias. Con los poblamientos locales aumentaba la demanda de los productos básicos para la supervivencia, principalmente los procedentes del campo. Así, Gran Canaria podía comerciar con sus papas y azúcar, Lanzarote surtía de garbanzos y cebollas; el millo, la cebada y el trigo lo aportaba Fuerteventura, y Tenerife proporcionaba plátanos y papas. El negocio aumentaba, y los comerciantes, pequeños importadores y exportadores locales, comenzaron a asociarse con los patrones de los buques para compartir los gastos, tanto de transporte como, incluso, de la compra de alguna embarcación. Algunas de estas asociaciones terminaron convirtiéndose en los primeros armadores que, haciéndose con nuevos cargueros, entraron en sana competencia con aquellos que de un modo oficioso crearon las líneas interinsulares más o menos regulares.
Así pues, en 1855 aparecen unos barcos veleros encargados del servicio interinsular que se harán famosos en las islas con el nombre de «correíllos». Durante el siglo XIX estas relaciones interinsulares apenas eran satisfechas por una veintena de veleros, con el devenir de los años, el progreso técnico también llegó al ámbito naval canario, y aunque los veleros siguieron formando parte del paisaje, incluso hasta algún tiempo después de la II Guerra Mundial y con algunos de ellos modificados para poder albergar motores, los vapores comenzaron a tomar protagonismo bajo el auspicio del por entonces Ministro de Ultramar, entre el 8 de febrero de 1881 y el 9 de enero de 1883, Fernando León y Castillo, revelándose como buques, en cierta medida, más fiables que las goletas que tantos viajes entre islas habían realizado, pero con una lentitud percibida tras la comparación con la velocidad a la que podían viajar los recién llegados. Se ampliaron así, tanto líneas como servicios, también de correos.

## Compañías británicas
También llegaron compañías extranjeras interesadas en participar del incipiente negocio. Destacó la británica Elder Dempster & Co., que operaba en la costa occidental de África, con lo que los puertos canarios les resultaban de gran utilidad. Fundó una base en Gran Canaria, y otra en Tenerife, en la ciudad de Santa Cruz de Tenerife, abriendo sus oficinas en la calle Alfonso XIII número 84, y creando, en los dos puertos, depósitos de carbón procedentes de las minas propiedad de la Dempster, en Gales. Desde los puertos canarios se comenzó la exportación de productos típicamente canarios como los plátanos, los tomates y el vino con destino al puerto de Liverpool. De este modo comenzó a sonar el nombre de Canarias en el Reino Unido, y poco a poco, empezaron a llegar los primeros turistas de dicho país.
Elder se interesó por el pasaje entre las islas. Hasta ese momento los viajeros realizaban sus travesías en condiciones verdaderamente mejorables, y la Elder no perdió la oportunidad para ofrecer plazas de pasaje entre las islas con unos niveles de comodidad desconocidos en Canarias hasta ese momento. En 1886 la Compañía Elder & Dempster fundó una filial en el archipiélago, la Compañía de Vapores de las Islas Canarias para crear una línea entre las islas, de la que en un principio quedaron excluidas La Gomera y El Hierro.

## Los primeros vapores
Comenzó esta nueva etapa de la navegación en Canarias con una pequeña flota compuesta por tres vapores, a saber: Formoso, con una eslora de 61,8 metros, tenía el casco de hierro y disponía de una sola cubierta. Desplazaba 461 toneladas de registro bruto. Le había sido instalada una máquina de vapor compound de 80 caballos. Disponía de primera clase, donde podían viajar con absoluta comodidad ocho pasajeros. Inauguró el servicio el 25 de abril de 1886 con un primer viaje desde Santa Cruz de Tenerife hasta Las Palmas en Gran Canaria y no pararía hasta 1912. Años después se hundió en Lavanna, cerca de Sulima tras salir de Freetown. Forcados, de similar características que el anterior, naufragó el 26 de abril de 1904. Y por último, Mersey.
Esta fue la base para la fundación de la “Compañía de Vapores Correos Interinsulares Canarios” que participaría en la subasta decretada por el Ministerio de la Gobernación. La cartera de dicho Ministerio la ostentaba entonces (durante los años 1886 y 1887) D. Fernando León y Castillo (exministro de Ultramar durante el reinado de Alfonso XII, quien, nacido en Gran Canaria en 1842, conocía de primera mano y por experiencia propia, las carencias del Archipiélago, y por lo tanto, consiguió que la Reina Regente, doña María Cristina de Habsburgo-Lorena, firmara el Real Decreto de 22 de septiembre de 1887, por el cual se organizaría un servicio regular de líneas marítimas de vapores entre las Islas Canarias para el transporte del correo.
Inmediatamente se encargó a astilleros británicos la construcción de dos vapores, que fueron bautizados con los nombres Viera y Clavijo y León y Castillo en honor al ministro que tan eficientemente había respaldado la creación de la línea, y quien también fuera promotor del puerto de Las Palmas de Gran Canaria. Su entrega tuvo lugar entre julio y agosto de 1888 y se incorporaron al servicio regular en cuanto llegaron a Canarias, servicio que se fundó el seis de septiembre del mismo año, comenzando a llevar en su bandera de popa las letras CM, es decir, Correo Marítimo. Con el tiempo, también se colocaría un buzón en el muelle, al pie de la escala, para que los ciudadanos pudieran depositar sus cartas. Se cuenta la anécdota de que algunas personas llevaban el sobre y el sello por separado, de forma que si se encontraban con algún conocido que viajara en alguno de los «correíllos», les entregaban las cartas para que las llevasen personalmente y así ahorrarse el sello.
Para unir las islas de Tenerife, La Palma, La Gomera y El Hierro, la Compañía adquirió el vapor Pérez Galdós en 1894, y en 1901 se incorporó el vapor Almirante Díaz, matriculado en Las Palmas, desarrollando su servicio interinsular hasta que fue devuelto a su Compañía, la African Steamship Co., en diciembre de 1902. El Congo se uniría a la flota en 1904 para enlazar las islas de Tenerife, La Palma y La Gomera, con escala en los numerosos pequeños puertos y embarcaderos que jalonaban el litoral de las islas. Fletados a otros armadores se incorporaron, para responder al servicio, los vapores Joaquín del Piélago, Rabat, Mogador y Tenerife.
Posteriormente se convocó otro concurso, mediante Real Decreto de 24 de febrero de 1911 con nuevas condiciones, para lo cual la «Compañía de Vapores de Correos Interinsulares Canarios» contrató nuevamente los servicios de astilleros británicos para satisfacer las exigencias de tonelaje. Fue así como nacieron los nuevos seis vapores que formarían parte de la flota de la empresa insular, con los nombres de Viera y Clavijo, León y Castillo, repitiendo nombres, La Palma, Fuerteventura, Lanzarote y Gomera-Hierro. Fueron diseñados para cumplir con las necesidades requeridas por el tráfico interinsular y disponían de alojamientos para primera y segunda clase, así como sollados para la tercera clase. También poseerían sistemas de ventilación e instalaciones eléctricas.
Finalmente, en abril de 1912 se completó la nueva flota de lo que se dio en denominar «correíllos», y su inauguración fue un gran acontecimiento social que se celebró con una gran fiesta. Con el nuevo «Servicio de Correos Interinsulares», recorrerían los vapores los siguientes puertos canarios: puerto de Santa Cruz de Tenerife, puerto de Las Palmas, puerto de Las Nieves, puerto de Sardina (Gáldar), puerto de Gran Tarajal, Pozo Negro, Puerto Cabras, Tiñosa, puerto de Arrecife, Arrieta, Abona, El Médano, Los Abrigos, puerto de Los Cristianos, Adeje, Guía, puerto de San Sebastián de La Gomera, Hermigua, Agulo, Valle Hermoso, Valle Gran Rey, La Orotava, Icod, puerto de Garachico, puerto de Santa Cruz de La Palma y Los Sauces. Pero no debemos olvidar que la «Elder» tenía otros barcos que hacían rutas semejantes, como el Seagull, que daba la vuelta a la isla de Tenerife en cinco singladuras saliendo del muelle de Santa Cruz y tocando los puertos de Abona, El Médano, Los Abrigos, Los Cristianos, Adeje, Guía y nuevamente Santa Cruz.
Desde la primavera de 1912 hasta bien entrado 1914 la demanda fue aumentando de un modo notorio, por ello, otras Compañías que también tenían servicios interinsulares no sentían perjuicios en sus negocios, tal era el caso de la «Línea de Vapores Fruteros Otto Thorensen» con barcos como el Sancho, el cual salía los sábados por la noche con rumbo a San Sebastián y otros puertos de La Gomera, y los tinerfeños de Los Silos, Garachico, Icod y Puerto de La Cruz del que salía el miércoles por la noche hacia Santa Cruz, y el San Sebastián, que salía también los sábados por la noche hacia Santa Cruz de La Palma, Los Sauces, Tazacorte y puertos de la Gomera, para regresar a Santa Cruz de Tenerife el jueves al amanecer.
El estallido de la Primera Guerra Mundial acarreó graves reveses a la Compañía de Vapores, que vio cómo disminuía la envergadura de la carga y la cantidad de pasajeros, pues las Islas no fueron ajenas a las penalidades de la guerra, todo ello sin contar con la escasez de carbón. Como ejemplo, valga citar que durante los años de la guerra, el movimiento de buques en el puerto de Santa Cruz de Tenerife descendió en más del 85%, con lo que tanto la importación como la exportación quedarían casi aniquiladas, y de la escasez de productos básicos en el mercado unido al alto precio de los existentes vendría a resultar una mayor pobreza para la sociedad canaria. De todas estas penurias de la guerra la Compañía de Vapores vendría a recuperarse a comienzos de la segunda década del siglo XX.
Conforme se iba normalizando el servicio comenzaron a aparecer comentarios que contradecían la magnífica publicidad que hacía la Compañía de Vapores. Los viajeros de El Hierro se quejaban del trato nada apreciable que recibían tanto ellos como la carga; las descripciones de la situación mostraban la repugnancia que sentían los pasajeros. Se quejaban de las condiciones insanas con las que se encontraban en los sollados de tercera clase donde viajaban juntos personas y animales. La mercancía era sistemáticamente maltratada, tirada a las bodegas con absoluto desdén hacia su valor. Y por otro lado, una vez pasada la isla de La Palma, se apagaba la luz eléctrica, pasando la responsabilidad de la iluminación a humildes lámparas de aceite, lo que hacía sentirse a los herreños ciudadanos de menor categoría con respecto a otras rutas de la Compañía.

## Fin de la compañía de vapores
El tiempo siguió transcurriendo, y en 1921, por Real Decreto de 11 de noviembre, se convocó un nuevo concurso al que nuevamente se presentó la Compañía de Vapores de Correos Interinsulares Canarios, pero esta vez también se presentó la Compañía Trasmediterránea. El contrato se le concedió a la empresa canaria pues, aunque ambas concursaban bajo las mismas condiciones, la Compañía de Vapores podía acreditar una dilatada experiencia ya que venía llevando a cabo este servicio desde 1880. Este contrato tendría una vigencia de diez años.
El servicio de la Compañía siempre fue en general satisfactorio, aunque con alguna queja. Sin embargo, comenzaron a asomar considerables críticas: la crisis económica internacional de 1929-1930 también afectó al sector de transporte marítimo. La Compañía de Vapores Correos Interinsulares Canarios no fue ajena a este período de inestabilidad, relajando los eficaces trabajos acometidos hasta entonces. Fue por ello por lo que, aprovechando la situación, la Compañía Trasmediterránea comenzó las negociaciones para la adquisición de la mayoría de las acciones de la Compañía de Vapores de Correos Interinsulares Canarios. El último año del contrato − 1929− el servicio lo prestó la Trasmediterránea, la cual, ya en 1920, unía la Península con Canarias con el Reina Victoria, con salidas desde Sevilla y Cádiz, y en 1924, con el J. J. Sister, que hacía la ruta Sevilla-Cádiz-Santa Cruz de La Palma- Santa Cruz de Tenerife- Las Palmas de Gran Canaria-Cádiz-Sevilla. En junio de 1930 se confirmó la absorción de la Compañía de Vapores Correos Interinsulares Canarios, quedándose la Trasmediterránea con sus servicios, propiedades y personal.
Fue así, de esa forma tan moderna, como acabó la historia de la Compañía de Vapores Correos Interinsulares Canarios, que tan necesario servicio prestó a las Islas Canarias, en unos años verdaderamente difíciles para acometer económicamente empresas de este calibre. Y este servicio no quedó solo plasmado en el traslado de pasaje y mercancías: también colaboró en aliviar algunas necesidades, como transportar grandes cantidades de agua a islas que estuviesen pasando un período de sequía serio, o de víveres en momentos de penurias. Además, auxilió a los vecinos de la comarca noroccidental de Tenerife cuando tuvo lugar la erupción del volcán Chinyero el 19 de noviembre de 1909; personas sin recursos que tuviesen necesidad perentoria de viajar a otra isla contaban con pasaje gratuito. La Compañía de Vapores no tuvo tampoco inconveniente en trasladar materiales de obra libres de flete a las islas no capitalinas cuando a mejoras en las infraestructuras se refería, llegando incluso a participar activamente en las obras benéficas de las que tuviese conocimiento; aunque no solo colaboraba en acontecimientos graves: el 24 de abril de 1912 la Compañía de Vapores acordó una rebaja en el precio de los pasajes para las personas que asistieran desde otras islas a las corridas de toros que se celebrarían en Santa Cruz los días 5 y 12 de mayo.

## Trasmediterránea
A partir de 1930 sería la Compañía Trasmediterránea la que se hiciera cargo de las comunicaciones interinsulares, comenzando una nueva etapa, con los colores de esta naviera. Siguieron navegando los clásicos correíllos, habitualmente con el casco pintado de negro. Y algunos de estos correíllos negros, como los Viera y Clavijo y La Palma, continuaron en activo hasta mediados de los años 70.
Trasmediterránea incorporó otros buques, como una nueva serie de correíllos, que prestaron sus servicios en los años 60 y 70. Fueron conocidos como los «correíllos blancos», o «santas». Entre ellos se encontraba el Santa María de la Caridad. Pero eran buques poco confortables y muy mareantes, por carecer inicialmente de estabilizadores.  
Posteriormente llegaron buques modernos y eficientes, como ferris y Jet-foil (1980-2005), finalizando la etapa de los correíllos. 
El 31 de julio de 2005, dejó de operar el último buque de la Compañía Trasmediterránea en el transporte interinsular canario. En el año 2002 el Estado, que se había convertido en su propietario, privatizó Trasmediterránea vendiéndola a un grupo de empresas, destacando Acciona (con el 60%); continuando con la línea Cádiz-Canarias. En la actualidad la compañía naviera se denomina Naviera Armas Trasmediterránea, comprada en 2018 por Naviera Armas, donde estos barcos realizan rutas de cabotaje interinsular con conexión en Cádiz.